# Reprezentacja Izraela w piłce wodnej kobiet
Reprezentacja Izraela w piłce wodnej kobiet – zespół, biorący udział w imieniu Izraela w meczach i sportowych imprezach międzynarodowych w piłce wodnej, powoływany przez selekcjonera, w którym mogą występować wyłącznie zawodnicy posiadający obywatelstwo izraelskie. Za jej funkcjonowanie odpowiedzialny jest Izraelski Związek Pływacki (ISA), który jest członkiem Międzynarodowej Federacji Pływackiej.